# NGC 6657
NGC 6657 ist die Bezeichnung einer Balken-Spiralgalaxie vom Hubble-Typ SBc im Sternbild Leier am Nordsternhimmel. Sie ist schätzungsweise 323 Millionen Lichtjahre von der Milchstraße entfernt und hat einen Durchmesser von etwa 95.000 Lichtjahren.
Das Objekt wurde am 16. Juli 1876 von dem französischen Astronomen Édouard Jean-Marie Stephan entdeckt.